# Olivia Dean
Olivia Dean   (Walthamstow, 14 de març de 1999) Olivia Lauryn Dean és una cantant anglesa de neo soul. Descriu la seva música com a "balades devastadores de desamor i himnes d'amor propi". Ha publicat un àlbum d'estudi: Messy (2023) i cinc EPs. El 2021, Dean va ser nomenada millor nova artista de l'any per Amazon Music i, el 2023, Dean va ser seleccionada com a l'artista de l'any a la BBC Music Introducing.

## Biografia

### Primers anys de vida
Dean va néixer al districte londinenc de Haringey de pare anglès i mare jamaicana-guayanesa. La seva àvia va emigrar al Regne Unit des de Guyana als 18 anys com a part de la generació Windrush. El seu segon nom "Lauryn" està inspirat en Lauryn Hill, de qui els seus pares són grans fans. Va créixer a Walthamstow i on de vegades se sentia diferent per ser de raça mestissa. Amb el seu pare sovint escoltava música i ballaven junts per la cuina. A l'escola primària, va cantar "Tomorrow" del musical Annie en una competició i estava tan nerviosa que inicialment va donar l'esquena al públic i va començar a plorar per la por escènica, tot i que va guanyar el segon lloc. Va prendre classes de teatre musical en una escola de dissabte i va participar en un cor de gospel. Als 15 anys, va ser acceptada a l'escola BRIT i feia un viatge d'anada i tornada de 3 hores cada dia per anar a l'escola. Al principi, va estudiar teatre, però va canviar de disciplina a la composició de cançons i va convèncer la seva mare perquè comprés un piano de segona mà.

### Carrera
Dean va començar a escriure cançons als 16 anys, sent autodidacta en guitarra i piano. Va actuar al seu concert de graduació. Va cridar l'atenció d'Emily Braham, una dona jove que la va contractar com la seva manager.
Braham va fer que Dean fes una audició amb Rudimental, que la van contractar com a corista als 17 anys. La seva primera actuació va ser al Festival de Sziget davant de 16.000 persones. Va aparèixer al senzill "Adrenaline" de Rudimental a l'àlbum Toast to Our Differences (2019). Va dir que no era bona a la feina, ja que sovint cantava la melodia en lloc de l'harmonia.
El novembre de 2019, va llançar el seu EP debut, OK Love You Bye, gravat en un pub reconvertit en estudi de l'est de Londres. Després de ser reproduït arreu milions de vegades, se li va oferir i va signar un contracte de gravació amb EMI. El seu segon EP, What Am I Gonna Do On Sundays?, es va publicar el desembre de 2020.
El juny de 2023, va llançar el seu àlbum debut, Messy. Durant la primavera de 2024 realitzarà un tour per Europa (Regne Unit, Bèlgica, Països Baixos, Alemanya i França) i els Estats Units. L'octubre de 2024 va publicar un single amb una versió de You Can't Hurry Love, la qual va cantar a Jools' Annual Hootenanny per donar la benvinguda a l'any a través de la BBC.

## Influències
La cantant s'ha trobat molt influenciada pels estils R&B i el soul. Dean ha citat Lauryn Hill, Amy Winehouse, Carole King i The Suprems com a les seves inspiracions.

## Vida personal
Dean és ambaixadora de la marca de Chanel. Viu a Deptford. El 2020, la seva mare es va convertir en la vicepresidenta del Partit per la Igualtat de les Dones. Dean només treballa amb dones directores per als seus vídeos musicals i es descriu com "una feminista molt forta".

## Discografia
| Títol | Detalls | Millor posició a les llistes |
| Títol | Detalls | UK                           |
| ----- | --- | ---------------------------- |
| Messy | - Publicat: 30 de juny de 2023 - Discogràfica: Virgin EMI - Formats: CD, casset, descàrrega digital, streaming, vinil | 4                            |

### EPs
| Títol                               | Detalls                                                                   |
| ----------------------------------- | ------------------------------------------------------------------------- |
| Ok Love You Bye                     | - Publicació: 22 de novembre de 2019 - Discogrà: AMF / Virgin EMI Records |
| What Am I Gonna Do on Sundays?      | - Publicació: 4 de desembre de 2020 - Discogràfica: AMF / EMI             |
| Olivia Dean If You Know What I Mean | - Publicat: 4 de juny de 2021 - Discogràfica: UMG Recordings              |
| Growth                              | - Publicació: 30 de juliol de 2021 - Discogràfica: AMF / EMI              |
| Ladies Room                         | - Publicació: 29 de setembre de 2023 - Discogràfica: EMI                  |

- "Reason to Stay" (2018)
- "Password Change" (2019)
- "Baby Come Home" (2020)
- "Crosswords" (2020)
- "The Hardest Part" (2020)
- "Merry Christmas Everyone" (2020)
- "Echo" (2020)
- "Be My Own Boyfriend" (2021)[17]
- "Slowly" (2021)[18]
- " The Christmas Song " (2021) Regne Unit #19
- "Danger" (2022)
- "UFO" (2023)
- "Dive" (2023)
- "Carmen" (2023)
- "The Hardest Part" (2023) (amb Leon Bridges )[19] – Cançons alternatives per a adults #20[20]
- "Ladies Room" (2023)

| Curs | Títol                 |
| ---- | --------------------- |
| 2019 | "Password Change"     |
| 2019 | "Ok Love You Bye"     |
| 2020 | "Crosswords"          |
| 2020 | "Baby Come Home"      |
| 2020 | "The Hardest Part"    |
| 2020 | "Echo"                |
| 2021 | "Be My Own Boyfriend" |
| 2021 | "Slowly"              |
| 2022 | "Danger"              |
| 2023 | "UFO"                 |
| 2023 | "Dive"                |
| 2023 | "Call Me A Lioness"   |